# John Sackville, 3. vévoda z Dorsetu
John Frederick Sackville, 3. vévoda z Dorsetu (John Frederick Sackville, 3rd Duke of Dorset, 9th Earl of Dorset, 4th Earl of Middlesex, 9th Baron Buckhurst, 4th Baron Cranfield) (24. března 1745 – 19. července 1799), byl britský státník, diplomat a dvořan. Jako dědic titulu vévody (1769) byl od mládí členem Sněmovny lordů, před revolucí ve Francii byl několik let vyslancem ve Francii, poté zastával vysoké hodnosti u dvora a byl rytířem Podvazkového řádu.

## Kariéra
Pocházel ze starobylého šlechtického rodu Sackville, byl vnukem irského místokrále 1. vévody z Dorsetu a nejstarším synem lorda Johna Philipa Sackville (1713–1765) a jeho manželky Frances Leveson-Gower (1720–1788), díky níž byl blízce spřízněn s vlivnou rodinou markýze ze Staffordu. Středoškolské vzdělání absolvoval ve Westminsteru, v letech 1768–1769 byl krátce členem Dolní sněmovny, v roce 1769 po strýci zdědil titul vévody z Dorsetu a vstoupil do Sněmovny lordů. Patřil k whigům, ale zpočátku se v politice příliš neangažoval. Zároveň začal zastávat i čestné funkce v hrabství Kent, kde vlastnil statky (v letech 1769–1797 byl v Kentu lordem-místodržitelem). Krátce sloužil i v armádě a dosáhl hodnosti plukovníka.
Do politiky vstoupil s podporou svých vlivných příbuzných (vévoda z Bedfordu), ale nijak nevynikl. V koaliční vládě v letech 1782–1783 byl velitelem královské tělesné stráže (Captain of the Yeomen of the Guard), zároveň byl jmenován členem Tajné rady (1782). Po skončení války za americkou nezávislost a obnovení diplomatických styků s Francií byl v roce 1783 jmenován vyslancem v Paříži. V této funkci se stal přítelem francouzské královny Marie Antoinetty a na počátku francouzské revoluce se snažil o záchranu královské rodiny. V roce 1788 byl jmenován rytířem Podvazkového řádu, po francouzské revoluci se vrátil do Londýna (ve funkci vyslance jej nahradil jeho bratranec 1. vévoda ze Sutherlandu). V Pittově vládě zastával funkci lorda nejvyššího hofmistra (1789–1799).

## Manželství a potomstvo
V roce 1790 se oženil s Arabellou Cope (1767–1825), z jejich manželství se narodily tři děti. Jediný syn George Sackville (1793–1815) byl dědicem vévodského titulu, ale zemřel tragicky v mládí a bez potomstva, titul pak přešel na potomstvo jeho strýce 1. vikomta Sackville. Dcera Mary (1792–1864) se provdala za 6. hraběte z Plymouthu, po ovdovění se jejím druhým manželem stal státník a diplomat 1. hrabě Amherst.